# Populär
A Populär egy magyar szintipop zenekar, saját meghatározásuk szerint: „eklektikus synthpop”. A Depeche Mode stílusát ültették át magyar környezetbe. A Bonanza Banzai mellett kevés siker jutott nekik. Ismertebb számaik a "Víz alá merülni", valamint „Az én fajtám királya”.

## Történet
A zenekar Aditie Populaire néven alakult 1989-ben. Az együttes tagjait közös rajongásuk tárgya hozta össze, nevezetesen a Depeche Mode és a Kraftwerk. Az első komoly fellépés a PECSA-ban volt, a The Hungarian Depeche Mode Fan Club égisze alatt. Az demofelvételeket 1995-ben követte az első (és egyben utolsó) nagylemez és ezen az együttes neve már Populär volt. Az együttes dizájnja, az ekkoriban szokásostól, teljesen új volt, kezdve a külső megjelenéstől a színpadig.
Az utolsó fellépésük 1998-ban a VOLT fesztiválon volt. Ezután már csak néhány hónapig élt tovább a Populär, a beígért második lemez már nem jelent meg. Márk és Mátyás később a Neo együttesben folytatta pályafutását sokkal nagyobb sikerrel.
2008-ban a BMG újra kiadta a zenekar egyetlen albumát.

## Tagok
- Babos Norbert - ének
- Kolonics Csaba - billentyűs, technikus (kivált 1997-ben)
- Milkovics Mátyás - billentyűs, vokál
- Moldvai Márk - billentyűs

## Diszkográfia
- Új arcok a feszületen (BMG Ariola, 1995)